# 난강구 (타이베이시)

난강 구의 위치

난강구(한국어: 남항구, 중국어: 南港區, 병음: Nángǎng Qū)는 중화민국 타이베이시의 시할구이다. 넓이는 21.8424km2이고, 인구는 2015년 8월 당시의 기준으로 121,847명이다.

## 지리
타이베이의 남동쪽에 위치하고 북쪽으로 네이후 구, 동쪽으로 시즈 시, 남쪽으로 원산 구, 선컹 향, 스딩 향과 접한다.

## 역사
난강은 1735년부터 복건의 이주민들이 현재의 난강, 싼충, 둥신을 중심으로 정착하기 시작했다. 일본 통치기까지 이곳의 이름은 다이자나바오난강싼중부(大加吶堡南港三重埔)였다. 난강이라는 이름은 지룽허의 남쪽에 있는 항구라는 의미이다.
1920년에 난강은 다이호쿠 주(台北州) 시치세이 군(七星郡) 나이코 장(內湖庄)에 속했다. 1945년 12월에 타이베이현(台北縣) 치싱 군(七星區) 네이후 향(內湖鄉)이 되었다. 이듬해 7월 6일에 난강은 독립된 향이 되었고 1967년에 타이베이의 구가 되었다.

## 하위 행정구역
- 중난 리(中南里)
- 신푸 리(新富里)
- 난강 리(南港里)
- 싼충 리(三重里)
- 시신 리(西新里)
- 둥밍 리(東明里)
- 둥신 리(東新里)
- 신광 리(新光里)
- 충양 리(重陽里)
- 청푸 리(成福里)
- 바이푸 리(百福里)
- 롄청 리(聯成里)
- 위청 리(玉成里)
- 훙푸 리(鴻福里)
- 만푸 리(萬福里)
- 허청 리(合成里)
- 런푸 리(仁福里)

## 교통
- 타이완 철로교통국
  - 종관선
- 타이완 고속철도
- 타이베이 첩운
  - 원후선
  - 반난선

## 같이 보기
- 타이베이시